# Bart Verbruggen
Bart Verbruggen (sinh ngày 18 tháng 8 năm 2002) là một cầu thủ bóng đá chuyên nghiệp người Hà Lan hiện tại đang thi đấu ở vị trí thủ môn cho câu lạc bộ Brighton & Hove Albion tại Giải bóng đá Ngoại hạng Anh, và Đội tuyển bóng đá quốc gia Hà Lan.

## Sự nghiệp thi đấu

### Đầu sự nghiệp
Verbruggen được sinh ra ở Zwolle và lớn lên ở Breda. Anh bắt đầu chơi bóng tại câu lạc bộ WDS '19. Thông qua học viện của thủ môn Arno van Zwam, anh gia nhập câu lạc bộ NAC Breda vào năm 2014. Vào tháng 10 năm 2019, anh ký hợp đồng chuyên nghiệp đầu tiên với câu lạc bộ. Tuy Verbruggen không chơi một trận đấu chính thức nào cho NAC nhưng vẫn được coi là một tài năng sáng giá.

### Anderlecht
Verbruggen gia nhập câu lạc bộ Anderlecht vào năm 2020 từ NAC Breda. Anh ra mắt chuyên nghiệp cho đội bóng vào ngày 2 tháng 5 năm 2021, trong trận hòa 2–2 trước Club Brugge tại Giải bóng đá vô địch quốc gia Bỉ. Vào ngày 23 tháng 2 năm 2023, anh cản phá cả 3 quả phạt đền trong loạt sút luân lưu của Ludogorets Razgrad tại UEFA Europa Conference League 2022–23, giúp đội giành chiến thắng với tỷ số 3–0 sau khi hòa chung cuộc 2–2.

### Brighton & Hove Albion
Vào ngày 3 tháng 7 năm 2023, Brighton & Hove Albion thông báo về việc ký hợp đồng với Verbruggen theo bản hợp đồng kéo dài 5 năm. Verbruggen được chọn thi đấu thay cho Jason Steele trong trận thua 3-1 trên sân nhà trước West Ham vào ngày 26 tháng 8, trận thua đầu tiên của đội bóng trong mùa giải.

## Sự nghiệp quốc tế

### Đội tuyển quốc gia
Vào ngày 17 tháng 3 năm 2023, Verbruggen nhận được cuộc gọi chính thức đầu tiên lên Đội tuyển bóng đá quốc gia Hà Lan chuẩn bị cho 2 trận đấu gặp Pháp và Gibraltar tại Vòng loại giải vô địch bóng đá châu Âu 2024. Anh có trận ra mắt quốc tế vào ngày 13 tháng 10 năm 2023, trong trận thua 1-2 trước Pháp.

## Danh hiệu
Cá nhân
- Cầu thủ xuất sắc nhất mùa giải của câu lạc bộ Anderlecht: 2022–23[10]